# ECall (Portal)
eCall ist ein Online-Dienst für den Versand und den Empfang von Text-, Sprach, Push, Pager und Faxnachrichten. 1999 war eCall der erste webbasierende Dienst aus der Schweiz für SMS- sowie Pager-Nachrichten. Er ermöglicht das Senden, Schreiben und Empfangen von Nachrichten aus einem Webbrowser, per E-Mail oder über eine Schnittstelle (SMS-Gateway, API) als Software as a Service (SaaS). Zusätzlich kann bestehende Anwendungssoftware um eine SMS und/oder Fax-Funktion erweitert werden.

## Geschichte
1992 brachte das Unternehmen Dolphin Systems AG, das am 27. September 2019 in F24 Schweiz AG umbenannt wurde, die erste Schweizer Pager-Software (WinPage) für das Betriebssystem Windows 3.1 auf den Markt. Am 1. Mai 1999 ging der erste webbasierende Messaging Service der Schweiz, für SMS und Pager online (seit 2003 auch Faxversand und Empfang). 2023 entstand die F24 Suisse SA durch die Fusion der F24 Schweiz AG mit der SMSup Sàrl, einem auf online SMS-Marketing spezialisierten Unternehmen aus Marly (Kanton Fribourg).

## Funktionsweise
Eine Mitteilung oder Information wird über einen bestehenden Kommunikationsweg, wie beispielsweise E-Mail, SMS, Internet oder Representational State Transfer (REST API), an ein zentrales Onlinesystem bei F24 Schweiz AG (ehemals Dolphin Systems AG) übermittelt. Von dort aus leitet das System, gemäss den bereits eingestellten Vorgaben (z. B. Terminierung, Berechtigung, Status/Logbuch), die Nachricht an Einzelpersonen oder Personengruppen weiter. Der Absender ist entweder ein Mensch (manuell) oder verschiedene Applikationen und Systeme (automatisch). Die Empfänger erhalten den Sendeauftrag, je nach Vorgabe, als Fax-, SMS-, Sprach-, Push-, E-Mail- oder Pager-Meldung (Ausgänge). Seit 2024 bietet der Service auch Möglichkeiten zur bidirektionen Kommunikation via WhatsApp Business API sowie Rich Communication Services (RCS).

## Zum Begriff
Das eCall portal ist nicht mit dem gleichnamigen Projekt der eSafety-Initiative der Europäischen Kommission zu verwechseln. Bei dem Projekt handelt es sich um ein elektronisches Notrufsystem für Fahrzeuge. Das Produkt der F24 Schweiz AG (ehemals Dolphin Systems AG) trägt den Namen eCall schon seit 1999.